# Гродетур
Гродету́р (фр. gros deTours — «шёлк из Тура», также гарниту́р) — плотная, немнущаяся и ноская шёлковая ткань в XIX веке.
«Гро» (фр. gros) в составных названиях тканей означал наличие в них шёлка. В XIX веке существовало много сортов шёлка, названия которых начинались с «гро»: грогрон, гродафрик, гроденапль. Гродетур ткали только одноцветным и в тёмных оттенках синего, зелёного и лилового. Каждая нить основы гродетура закрывалась двумя нитями утка. Из гродетура шили как женскую, так и мужскую одежду. Начиная с XX века ткань в России перестали производить, и оба её названия вышли из употребления.
В России гродетур полюбился купечеству и духовенству и олицетворял степенство, прочное положение в обществе и трезвый взгляд на жизнь. Не отягощённое образованием купечество переиначило сложное в произношении и запоминании слово «гродетур» в существовавшее в русском языке слово «гарнитур» и именно под таким названием шёлковая ткань вошла в русскую литературу и стала своеобразным средством характеристики персонажей. Ткань «гарнитур» встречается у Ф. М. Достоевского (Алёша Карамазов носит гарнитуровые штаны), Н. С. Лескова и А. И. Эртеля («Гарденины, их дворня, приверженцы и враги»).